# هارتموت كروغر
هارتموت كروغر (بالألمانية: Hartmut Krüger) (8 مايو 1953 في ألمانيا - ) هو لاعب كرة يد ألمانيا الشرقية وألماني (وحمل سابقاً جنسية ألمانيا الشرقية). شارك في كرة اليد في الألعاب الأولمبية الصيفية 1980 – منافسة الرجال ‏. ولعب مع نادي ماغديبورغ لكرة اليد.

## وصلات خارجية
- هارتموت كروغر على موقع اللجنة الأولمبية الدولية (الإنجليزية)
- هارتموت كروغر على موقع أوليمبيديا (الإنجليزية)